# Polferries
Polferries, польск. Polska Żegluga Bałtycka SA (PŻB) — польская судоходная компания — оператор пассажирских теплоходов на Балтике на линиях между Польшей и скандинавскими странами.
Компания владеет двумя паромными терминалами в Польше: в Гданьске и Свиноуйсьце.

## Флот
По состоянию на начало 2013 года Флот компании состоит из трех теплоходов: Scandinavia, Wawel, Baltivia.
- Теплоход «Baltivia» IMO: 7931997, флаг Багамские острова, порт приписки Нассау, был построен в 1981 году. Судостроитель: Kalmar Fartygsreparationer, город Kalmar, Швеция. Владелец и оператор: Polish Baltic Shipping, город Колобжег, Польша. Основные характеристики: Водоизмещение 17790 тонн, дедвейт 5492 тонны. Длина 147 метров, ширина 24 метра, осадка 5,8 метра. Максимальная скорость хода 18,3 узла, средняя скорость хода 12,7 узла. Паром может вместить 250 человек, а также способен перевозить 80 грузовиков и 30 легковых автомобилей одновременно. Прежние имена: до 01 августа 1993 года паром ходил под именем «GIROLATA»; до 01 февраля 2002 года под именем «SAGA STAR» и до 01 ноября 2006 года под именем «DIEPPE»[2]. В состав флота компании Polferries вошел в 2007 году[3].

- Паром Baltivia
- Паром Wawel
- Паром Scandinavia
- Центр обслуживания клиентов в г. Свиноуйсьце, Польша